# 쿠투비아 모스크

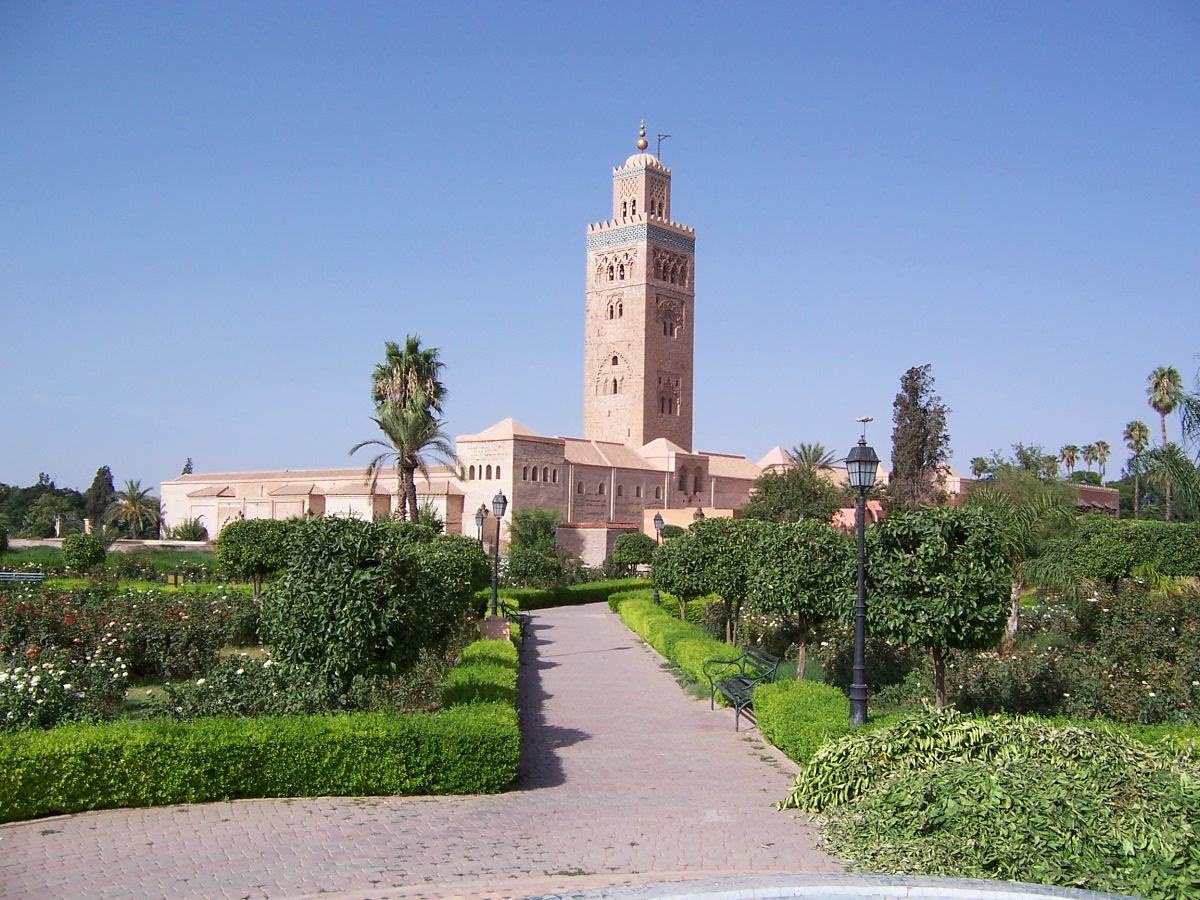
쿠투비아 모스크

쿠투비아 모스크(아랍어: جامع الكتبية)는 모로코 마라케시에서 가장 큰 모스크이다. 미나레트는 마라케시의 중요한 랜드마크이자 상징으로 여겨진다.